# Viva el metro
«Viva el metro» es una canción de la banda de punk española «Kaka de Luxe». Es la primera canción de la cara B de su primer (y homónimo) EP de 1978 «Kaka de luxe».

## Discos en los que aparece
- Kaka de Luxe (Chapa Discos, 1978) Vinilo EP. Pista 1B.[1]
- Kaka de Luxe/Paraíso (Zafiro, 1982) Vinilo EP. Pista 3A.[2]
- Las canciones malditas (El Fantasma del Paraíso, 1983) Vinilo LP. Pista 5A.[3]
- Las canciones malditas (Chapa Discos, 1994) Reedición CD. Pista 5.[4]
- Las canciones malditas (Zafiro, 1997) Reedición CD. Pista 5.[5]
- Lo mejor de la edad de oro del pop español. Kaka de Luxe (Zafiro, 2001) CD. Pista 5.[6]

## Versiones (de otros grupos)
Miss Behaver es el nombre que recibe la adaptación de J. Amsellem de «Viva el metro» que aparece en el disco LP «Shame, Shame, Shame» del grupo The Splash Four (CD y álbum, EE. UU., Dionysus Records, 1999)